# Іванюшкіна Тетяна Анатоліївна
Тетя́на Анато́ліївна Іваню́шкіна (до шлюбу Ткаченко; нар. 18 вересня 1966, Тула, СРСР) — українська волейболістка, гравець 2-й темпу. Майстер спорту міжнародного класу.

## Із біографії
Вихованка тренера Володимира Бузаєва.
У команді «Джінестри» з літа 2007 року. Чемпіонка України 1993 р., неодноразова призерка українських першостей, неодноразова призерка європейських кубків, майстер спорту міжнародного класу.
Найкраща нападниця України середини 1990-х над сіткою. У 2008 році — віцечемпіонка України у складі «Джінестри», після чого поїхала грати за кордон.

## Клуби
| Роки      | Команди               |
| --------- | --------------------- |
|           | «Орбіта» (Запоріжжя)  |
| 1994—1996 | «Іскра» (Луганськ)    |
| 1997—1998 | «Сан Каетано»         |
| 1998—1999 | «Сан Бернардо»        |
| 1999—2001 | «Палермо»             |
| 2001—2002 | «Ренауто» (Барі)      |
| 2002—2003 | ЗДІА (Запоріжжя)      |
| 2003—2005 | «Вакіфбанк» (Стамбул) |
| 2007—2008 | «Джінестра» (Одеса)   |
| 2009—2010 | «Пенічиліна» (Ясси)   |

## Досягнення
- Володарка кубка Єврропейської конфедерації (1): 2004
- Чемпіонка України (2): 1995, 1996
- Чемпіонка Бразилії (1): 1999